# Krönikeböckerna
Krönikeböckerna är en sammanhållen skildring av gamla testamentets historia från Adam till återkomsten från den babyloniska fångenskapen. De består av Första Krönikeboken och Andra Krönikeboken. Texten delades upp i två i och med Septuaginta, den första översättningen till grekiska runt 200 f. Kr. Tidigare lästes böckerna som en enda löpande text.